# ركراك
ركراك هي قرية صغيرة تقع في منطقة الجزيرة قرب تلعفر، يسكنها بيوت من المعامرة.
ظهر اسم البلدة في إحصاء 1957 م وكان عدد سكنها في ذلك العام 155 نسمة.
من القرى القريبة من ركراك قرية «أبو ماريا» وقرية «الطينية».